# May-sur-Orne
May-sur-Orne är en kommun i departementet Calvados i regionen Normandie i norra Frankrike. Kommunen ligger i kantonen Bourguébus som ligger i arrondissementet Caen. År 2022 hade May-sur-Orne 2 017 invånare.

## Befolkningsutveckling
Antalet invånare i kommunen May-sur-Orne
Referens: INSEE